# Лонстонский замок
Лонстонский замок (англ. Launceston Castle; корн. Kastell Lannstefan) — средневековый замок в городе Лонстон в графстве Корнуолл, Англия.

## История замка
Замок построен в норманнском стиле по типу Мотт и бейли. Британские историки считают, что замок был основан в XI веке братом Вильгельма Завоевателя Робертом, 1-м графом Корнуолла. По другой, признанной маловероятной версии, замок был основан Брайаном Бретонским.
Сразу после постройки замок стал административным центром графства и резиденцией графов Корнуолла.
Изначально Лонстонский замок не представлял собой серьёзного укрепления, донжон был добавлен только в XII веке.
В конце XIII века административный центр был перенесён в город Лостуитиел.
За год до корнского восстания 1549 года, людьми Томаса Кранмера в замке были окружены и захвачены 28 корнцев. Пленных казнили за убийство Уильяма Бади, который по приказу Кранмера должен был осквернять католические святыни Хельстона. Искоренение католичества в Корнуолле было одной из главных задач центральной власти во времена Реформации.
Впоследствии замок пришёл в упадок. Во времена английской революции стены замка были в таком плохом состоянии, что парламентские войска решили не разрушать его после того как захватили его у роялистов.
Замок всё больше утрачивал своё значение, только северная сторона его была обитаема. В 1764 году замок был частично разобран для строительства каменного здания в городе Лонстон. С XVIII и до начала XIX века часть замка использовалась как тюрьма, после её закрытия замок превратили в общественное место отдыха.
В 1973 году в Лонстонском замке принц Чарльз был официально провозглашён герцогом Корнуольским. Согласно традиции, герцог должен взимать феодальную дань и повинности. Среди доставленного герцогу оброка были: пара белых перчаток, пара охотничьих собак, по фунту перца и тмина, позолоченные шпоры, 100 серебряных шиллингов, лук, копьё и огниво.

## Современное состояние
Замок является историческим наследием Англии.